# Knevelbaardkoekoek
De knevelbaardkoekoek (Malacoptila mystacalis) is een vogel uit de familie Bucconidae (baardkoekoeken).

## Verspreiding en leefgebied
Deze soort komt voor in Colombia en Venezuela.

## Status
De grootte van de populatie is niet gekwantificeerd maar de soort wordt omschreven als niet algemeen voorkomend. Op de Rode lijst van de IUCN heeft deze soort de status niet bedreigd.